# José Carvajal Puente
José Carvajal Puente (Sevilla, 1 de maig de 1968) és un exfutbolista professional andalús, que jugava de davanter.

## Trajectòria
Va sorgir del planter del Reial Betis, però després de passar pel filial, el Betis Deportivo, tan sols va jugar vuit minuts amb el primer equip, repartits en dos partits de la 88/89. A l'any següent fitxa per l'etern rival, el Sevilla FC.
Com a sevillista qualla una bona primera temporada, amb 6 gols en 28 partits. A la següent, la 90/91, juga fins a 32 partits, però només hi marca dos dianes. A partir d'ací la seua aportació al Sevilla decau: és el davanter de refresc la temporada 91/92 i entre el 92 i el 94 només disputa 17 partits.
L'estiu de 1994 canvia d'aires i fitxa pel Rayo Vallecano, de Segona Divisió, on amb prou feines compta. La seua carrera continuaria en equips andalusos com el Xerez CD o l'Écija. En total, va sumar 10 gols en 107 partits a la màxima categoria.